# 22571 Letianzhang
22571 Letianzhang è un asteroide della fascia principale. Scoperto nel 1998, presenta un'orbita caratterizzata da un semiasse maggiore pari a 2,2388733 UA e da un'eccentricità di 0,1228938, inclinata di 4,77699° rispetto all'eclittica.